# Guanoskarv
Guanoskarv (Leucocarbo bougainvilliorum) är en fågel i familjen skarvar inom ordningen sulfåglar. Den förekommer i kustområden i Peru och Chile. Arten minskar relativt kraftigt i antal och kategoriseras som nära hotad.

## Utseende och läten
Guanoskarven är en slank och långnäbbad skarv med en kroppslängd på 71–76 cm. Ovansidan är svart, med blåaktig ton på huvud och nacke, medan den är vit på resten av undersidan. Den har mörkröd bar hud runt ögat och näbbroten är skär, liksom fötterna.

## Utbredning och systematik
Guanoskarven förekommer utmed kusten och på småöar utanför Peru och Chile. Den behandlas som monotypisk, det vill säga att den inte delas in i några underarter. 

### Släktestillhörighet
Guanoskarv placerades tidigare ofta i släktet Phalacrocorax. Efter genetiska studier som visar på att Phalacrocorax består av relativt gamla utvecklingslinjer har det delats upp i flera mindre, varvid guanoskarv med släktingar lyfts ut till släktet Leucocarbo.

### Skarvarnas släktskap
Skarvarnas taxonomi har varit omdiskuterad. Traditionellt har de placerats gruppen i ordningen pelikanfåglar (Pelecaniformes) men de har även placerats i ordningen storkfåglar (Ciconiiformes). Molekulära och morfologiska studier har dock visat att ordningen pelikanfåglar är parafyletisk. Därför har skarvarna flyttats till den nya ordningen sulfåglar (Suliformes) tillsammans med fregattfåglar, sulor och ormhalsfåglar.

## Status
Guanoskarven har ett stort utbredningsområde, men minskar relativt kraftigt i antal, så pass att internationella naturvårdsunionen IUCN kategoriserar den som nära hotad. Världspopulationen uppskattas till 3,7 miljoner individer.

## Namn
Fågelns vetenskapliga artnamn hedrar Louis Antoine de Bougainville (1729–1811), viceadmiral i franska flottan, navigatör och matematiker, samt hans son Hyacinthe Yves Philippe Potentien de Bougainville (1781–1846), även han navigatör men också vetenskapsman.